# Фландерс Ледис Классик — Софи Де Вёйст
Фландерс Ледис Классик — Софи Де Вёйст (нидерл. Flanders Ladies Classic-Sofie De Vuyst) — шоссейная однодневная велогонка, проходящая по территории Бельгии с 2018 года.

## История
Гонка была создана в 2018 году и сразу вошла в Женский мировой шоссейный календарь UCI. Также она входит в календарь женский Кубок Бельгии.
Своё название гонка получила в честь местной велогонщицы Софи Де Вёйст, которая в 2019 году заняла на ней второе место.
В 2020 и 2021 году была отменена из-за пандемии COVID-19.
Маршрут гонки проходит во Фламандском регионе и представляет собой несколько различных кругов/петель в окрестностях Steenhuize-Wijnhuize. Протяжённость дистанции составляет в районе 120 км.

## Призёры
| Год  | Победитель         | Второй        | Третий         |         |
| ---- | ------------------ | ------------- | -------------- | ------- |
| 2018 | Северин Эро        | Фьен Дельбаре | Лорена Вибес   |         |
| 2019 | Жюли Ван де Вельде | Софи Де Вёйст | Лоннеке Унекен |         |
| 2020 | отменён            | отменён       | отменён        | отменён |
| 2021 | отменён            | отменён       | отменён        | отменён |